# 今村勝長
今村 勝長（いまむら かつなが）は、戦国時代から安土桃山時代の武将。徳川氏（松平氏）の家臣。

## 略歴
今村氏は額田郡岡崎の住人で元は岡崎松平氏の被官だったが、松平清康が山中・岡崎へ進出した際に服属した「中山譜代」の一家である。勝長は松平清康・広忠に仕え、天文17年（1548年）小豆坂の戦いで戦功を立てた。
永禄3年（1560年）桶狭間の戦いでは松平元康（徳川家康）に属して大高城兵糧入れに従軍。永禄7年（1564年）造反した酒井忠尚が上野城に籠もると、酒井忠次・本多広孝に属して攻城に加わって弓矢をよくして高名を挙げ、三河平定戦でも活躍した。天正3年（1575年）大賀弥四郎・倉地平左衛門らが武田氏に通じた際には倉地を捕らえてこれを斬った。天正18年（1590年）徳川氏が関東に移封された時には既に隠居していたが、往時の功績を賞されて翌年、武蔵国豊島郡小塚原を与えられた。慶長5年（1600年）81歳で病死した。